# Alberto El Patrón
José Alberto Rodríguez Chucuán (* 25. Mai 1977 in San Luis Potosí), besser bekannt unter seinem ehemaligen Ringnamen Alberto Del Rio, ist ein mexikanischer Wrestler und MMA-Kämpfer, der aktuell unter dem Namen Alberto El Patrón für verschiedene Independent-Ligen  und für Combate Americas auftritt. Er erhielt insgesamt viermal den höchsten Titel der WWE.

## Ringen
Rodríguez belegte 1997 den fünften und 1998 den sechsten Platz bei den Panamerikanischen Spielen im griechisch-römischen Stil im Halbschwergewicht. Außerdem sollte er Mexiko im Jahr 2000 als Ringer im griechisch-römischen Stil bei den Olympischen Spielen repräsentieren, Mexiko stellte in diesem Jahr allerdings kein Nationalteam.

## Wrestling-Karriere

### AAA und CMLL (2000–2009)
Im Jahre 2000 gab Rodríguez sein Debüt bei Asistencia Asesoría y Administración in Mexiko. Bis ins Jahre 2005 folgten Stationen bei Independentligen in Mexiko und Japan.
Ab dem Jahr 2004 trat Rodríguez regelmäßig bei Consejo Mundial De Lucha Libre auf. Er bestritt mehrere Matches um den CMLL World Light Heavyweight Title, durfte ihn aber nicht erringen. Am 8. Juli 2007 konnte Rodríguez den CMLL World Heavyweight Title gewinnen. Diesen Titel verlor er im Dezember 2008 wieder.

### World Wrestling Entertainment (2009–2014)

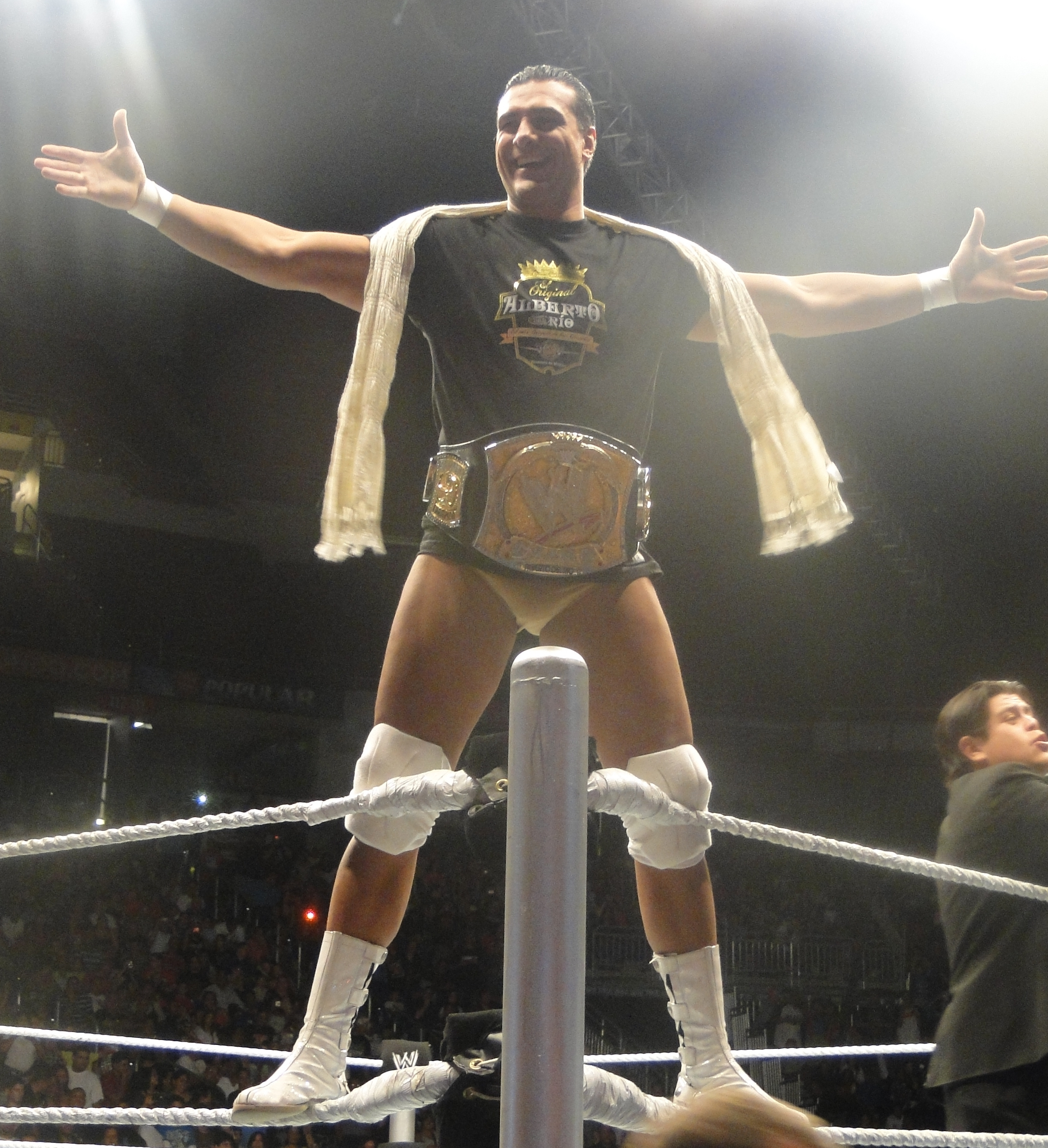
WWE Champion Alberto Del Rio im Jahr 2011.

Am 15. Juli 2009 debütierte Rodríguez bei der WWE-Entwicklungsliga Florida Championship Wrestling als Dos, änderte seinen Ringnamen aber kurz darauf in Alberto Banderas.
Ab April 2010 trat Rodríguez bei einigen House Shows und Dark Matches in der WWE auf. Am 17. August debütierte Rodríguez als Alberto Del Rio, zusammen mit seinem persönlichen Ringsprecher Ricardo Rodriguez, bei SmackDown gegen Rey Mysterio und fehdete bis Ende des Jahres gegen diesen.
In der 4. Staffel von WWE NXT fungierte Rodríguez als Pro von Conor O’Brian. Nach einem Tausch fungierte er als Pro von Brodus Clay.
Am 30. Januar 2011 gewann er bei der Großveranstaltung Royal Rumble das Royal Rumble-Match, das ihm ein Titel-Match im Main Event bei Wrestlemania garantierte. Er fehdete daraufhin mit seinem Ringsprecher und Clay gegen den damaligen World Heavyweight Champion Edge sowie Christian bis zum 1. Mai 2011, blieb im Verlauf der Fehde aber erfolglos, so verlor er beispielsweise das Main-Event-Match gegen Edge bei WrestleMania.
Am 25. April 2011 wurde Rodríguez durch den WWE Draft 2011 ins Raw-Roster gewechselt. Am 17. Juli 2011 gewann er bei der gleichnamigen Veranstaltung das Money in the Bank-Leitermatch des Raw-Rosters. Den Vertrag löste er am 14. August 2011 beim PPV SummerSlam gegen CM Punk ein und wurde dadurch neuer WWE Champion.
Den Titel musste er zwei Monate später am 18. September bei Night Of Champions an John Cena abgeben, erhielt ihn aber kurz darauf am 2. Oktober 2011 wieder zurück, da er sich bei Hell in a Cell im gleichnamigen Match gegen Cena und Punk durchsetzen konnte. Am 20. November 2011 verlor Rodríguez die WWE Championship bei den Survivor Series erneut, diesmal an CM Punk.

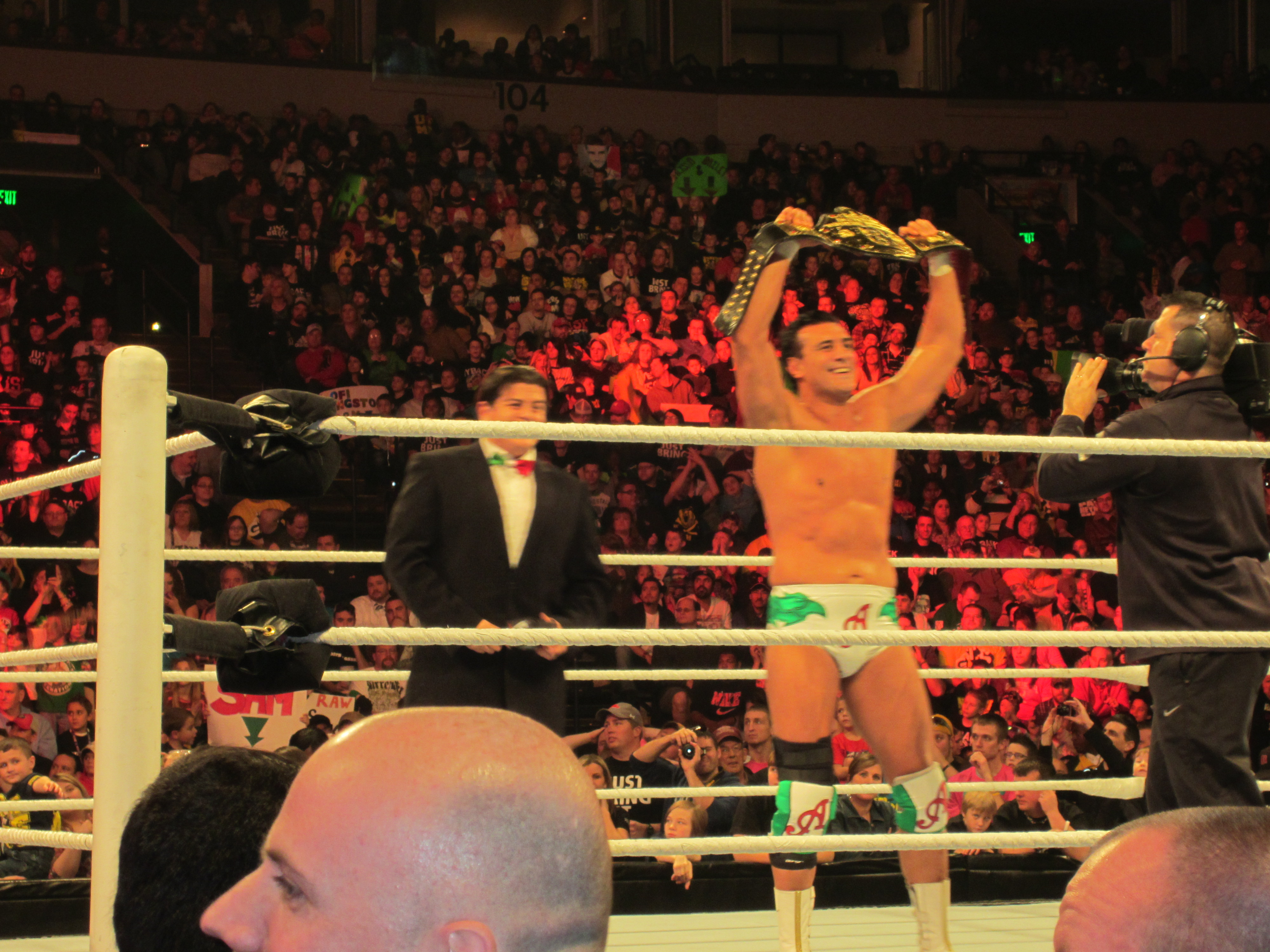
World Heavyweight Champion Alberto Del Rio im Jahr 2013.

Nachdem er sich im Dezember 2011 eine Verletzung zugezogen hatte, musste er eine mehrmonatige Pause einlegen. Er feierte am 2. April 2012 bei RAW seine Rückkehr. Am 20. April 2012 wurde bei der SmackDown-Ausstrahlung bekannt gegeben, dass Rodríguez wieder zum SmackDown-Roster gehört. Dort folgten Fehden gegen Sheamus um den World Heavyweight Championtitel und später gegen Randy Orton.
Bei den SmackDown-Tapings vom 8. Januar 2013 gewann er den World Heavyweight Championship von Big Show nach einem Last Man Standing Match. Am 8. April 2013 verlor er den Titel an Dolph Ziggler bei RAW, als dieser sein Money in the Bank-Koffer für ein Titelmatch einlöste, konnte ihn aber beim PPV Payback am 16. Juni 2013 in Chicago zurückgewinnen. Am 27. Oktober 2013 verlor Rodríguez den Titel beim PPV Hell in a Cell an den am selben Tag zurückkehrenden John Cena.
Am 7. August 2014 gab WWE auf ihrer Homepage bekannt, dass man Rodríguez wegen unprofessionellen Verhaltens und einer Auseinandersetzung mit einem Mitarbeiter entlassen habe. Rodríguez soll einen Social Media Manager der WWE wegen einer beleidigenden Äußerung geschlagen haben.

### Rückkehr zur AAA (2014–2015)
Am 17. August kehrte Rodríguez zur Asistencia Asesoría y Administración beim Pay-Per-View Triplemanía XXII zurück. Er durfte am 7. Dezember 2014 den AAA World Heavyweight Championship von El Texano Jr. gewinnen. Parallel dazu trat er in der Fernsehsendung Lucha Underground auf dem El Rey Network auf.

### Ring of Honor (2015)
Am 3. Januar 2015 gab Rodriguez sein Debüt für Ring of Honor. Am 1. März forderte er den ROH Television Champion heraus scheiterte aber.

### Rückkehr zur WWE (2015–2016)
Am 25. Oktober 2015 kehrte Rodríguez im Rahmen des Hell in a Cell PPVs zur WWE zurück und konnte den United States Championship von John Cena gewinnen. Er trat an der Seite von Zeb Colter an, der sein Manager wurde. Die beiden bildeten das Team MexAmerika. Er nahm am Turnier um den vakanten WWE World Heavyweight Championship teil. In der ersten Runde eliminierte er Stardust und im Viertelfinale besiegte er Kalisto. Bei der Survivor Series verlor er im Halbfinale gegen Roman Reigns.
Vom 30. November 2015 bis 18. April bildete er gemeinsam mit Sheamus, Rusev und King Barrett das Stable The League of Nations. Eine Woche später trennte er sich von Zeb Colter. Er hatte eine kleine Fehde gegen Jack Swagger um den United States Championship. Bei TLC: Tables, Ladders and Chairs 2015 konnte er seinen Titel erfolgreich gegen Jack Swagger verteidigen. Am 11. Januar 2016 bei Monday Night RAW verlor er den WWE United States Championship an Kalisto. Einen Tag später bei der darauf folgenden SmackDown Ausgabe besiegte er Kalisto in einem Rückmatch und konnte sich so seinen Titel wieder zurückholen. Am 24. Januar 2016 bei der Großveranstaltung Royal Rumble verlor er  den WWE United States Championship wieder an Kalisto. Mit der League of Nations fehdete er unter anderem gegen Roman Reigns und The New Day.
Am 17. August 2016 suspendierte ihn die WWE für 30 Tage wegen des ersten Verstoßes gegen die hauseigene Anti-Doping-Richtlinie (Wellness Policy). Am 9. September 2016 wurde er von der WWE entlassen.

### Impact Wrestling (2017–2018)
Am 2. März 2017 gab Rodríguez bei den TV-Aufnahmen von Impact Wrestling sein Debüt für Impact Wrestling. Rodríguez besiegte Ende April Magnus und wurde GFW Global Champion. Bei Slammiversary XV gewann er die Impact World Heavyweight Championship von Bobby Lashley. Dabei wurden beide Championships vereinigt. Am 14. August wurde ihm der Titel aberkannt.

## Privatleben
Rodríguez gehörte 2013, ähnlich wie Kurt Angle, zu den ehemaligen Ringern, die gegen die Pläne des Internationalen Olympischen Komitees, das Ringen zu den Olympischen Spielen 2020 aus dem Wettkampfprogramm zu streichen, öffentlich protestierten.
Anfang Januar 2017 war Rodríguez gemeinsam mit seinem Bruder El Hijo de Dos Caras bei einem Auftritt der European Wrestling Association in Leoben, Österreich, wo sie zusammen mit Chris Raaber ein Match bestritten. Nach dem Match jedoch kam es auf einer Party zu einem Gerangel, woraufhin ein Mann krankenhausreif geprügelt wurde. Wegen dieses Vorfalls wurde die beiden Brüder auf die Polizeiwache gebracht. Doch dort eskalierte die Situation erneut, diesmal gingen die Brüder gegenseitig auf sich los. Es waren 10 Polizisten notwendig, um die beiden zu trennen. Die Handschellen waren für Rodríguez zu klein, und man legte ihm Kabelbinder an. Doch diese zerriss er, sodass Fußfesseln angewendet wurden. Laut einem Sprecher der Dienststelle seien die Sachschäden gering, unter anderem musste eine Wand aufgrund von Blutspritzern neu gestrichen werden. Sein Bruder musste ins Krankenhaus gebracht werden, Rodríguez selbst wurde wegen Körperverletzung und Sachbeschädigung angezeigt.

## Titel und Auszeichnungen

### Wrestling
- Consejo Mundial De Lucha Libre

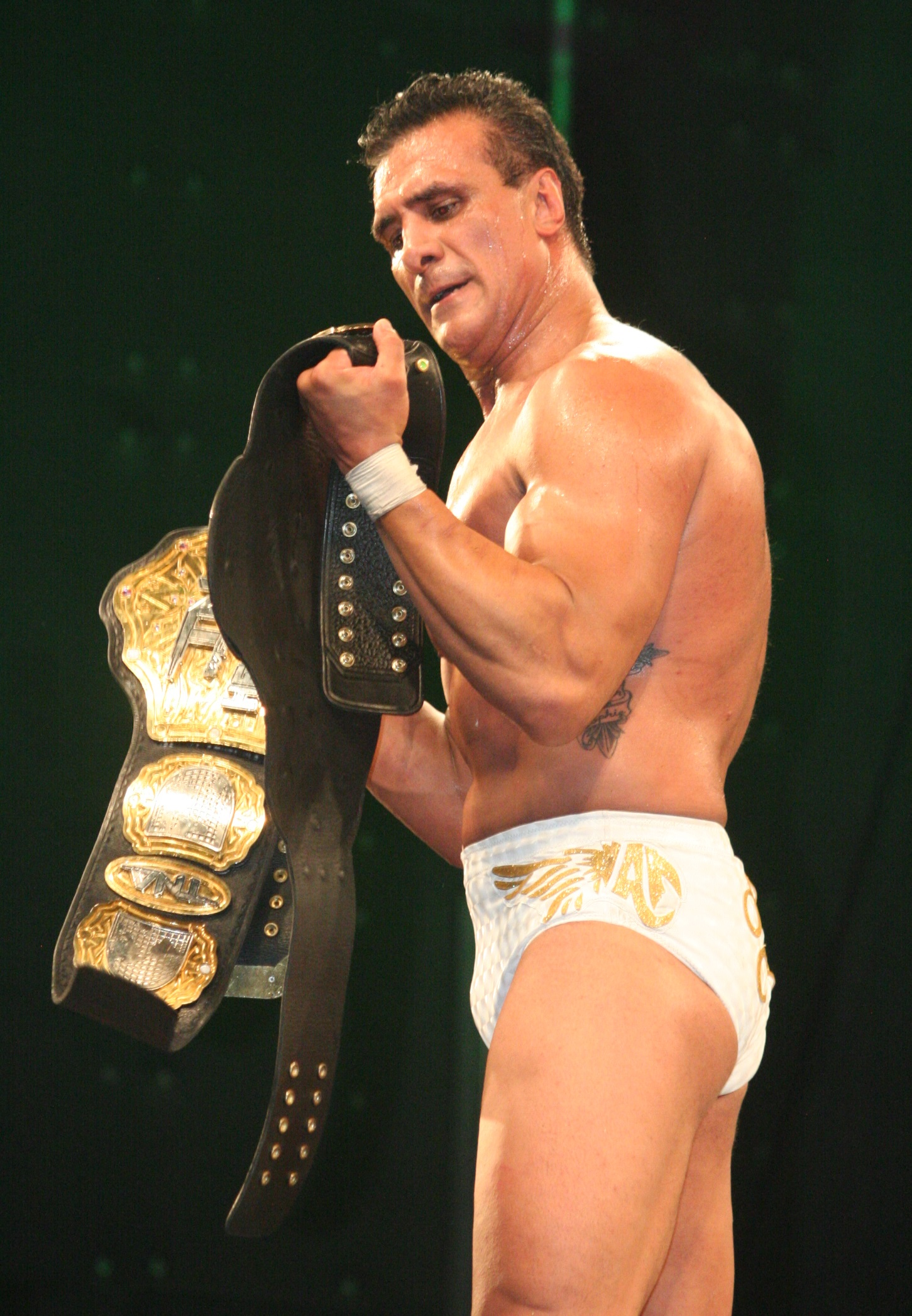
Impact World Heavyweight Champion Alberto El Patrón im Jahr 2017.

  - CMLL World Heavyweight Championship (1×)
  - La Copa Junior (2006)

- Impact Wrestling
  - Impact World Championship (1×)
  - GFW Global Championship (1×)

- Lucha Libre AAA Worldwide
  - AAA Mega Championship (1×)
  - Lucha Libre World Cup (2015 mit Myzteziz und Rey Mysterio Jr.)
  - Técnico of the Year (2014)

- World Association of Wrestling
  - WAW Undisputed World Heavyweight Championship (1×)

- World Wrestling League
  - WWL World Heavyweight Championship (1×)

- World Wrestling Entertainment
  - WWE Championship (2×)
  - World Heavyweight Championship (2×)
  - WWE United States Championship (2×)
  - Royal Rumble (2011)
  - Raw Money in the Bank (2011)

### Ringen
- Central American and Caribbean Games
  - First place (3×)

- World Junior Championships
  - Gold (1997)